# Vola Hanta Ratsifa Andrihamanana
Vola Hanta Ratsifa Andrihamanana (sinh ngày 28 tháng 9 năm 1970) là một vận động viên bơi lội người Malagasy từng tham gia Thế vận hội Mùa hè 1992 tại Barcelona. Cô đã thi đấu ở nội dung 50 mét tự do và bơi ếch 100 mét nhưng không vượt quá sức nóng đầu tiên ở hai lần, với thời gian lần lượt là 28,22 và 1: 17,77 trong hai sự kiện.
Cô là em gái của vận động viên bơi lội Olympic Bako Ratsifa (sinh năm 1964), người đã bơi trong các đại hội thể thao năm 1980 tại Moscow.